# 商业地理学
商业地理学是研究商业活动的地理现象和规律的一门学科。它是人文地理学领域内发展最早的分支学科之一。

## 发展简史
自从人类社会出现了商品贸易，就开始有关于商业方面的零星地理文字记载。如东汉班固的《汉书·食货志》，对当时的人口、经济、物产、交通、商业和城市的分布和地区差异等方面内容有详细记述。
15世纪以后的地理大发现和资本主义经济的迅速发展，使得欧洲国家的商品不断大量对外输出，吸引了欧洲许多学者对世界各地的地理环境、资源物产、交通运输、商业中心等进行广泛的调查研究，许多与商业地理有关的著作先后问世，大大丰富了世界商业地理知识。
第一次世界大战以后，世界经济关系日益扩大，国民经济各个部门间的依存关系密切，经济地理学逐步取代了原先的商业地理学的研究领域，扩展到世界各国一系列经济现象的综合性研究。

## 研究内容
- 理论商业地理：研究商业活动空间组织基本模式；
- 部门商业地理：按照商业和服务业部门分别探讨其具体的布局类型；
- 城镇商业地理：研究具体区域的商业点、线、网；
- 区域商业地理：进行综合研究。